# Shimoneta
Shimoneta: A Boring World Where the Concept of Dirty Jokes Doesn't Exist (jap. 下ネタという概念が存在しない退屈な世界 Shimoneta to Iu Gainen ga Sonzai Shinai Taikutsu na Sekai; pol. Shimoneta: Nudny świat, w którym idea sprośnych żartów nie istnieje), oficjalnie pod skrótem  Shimoseka (jap. 下セカ) – seria light novel napisana przez Hirotaka Akagiego z ilustracjami Eito Shimotsukiego. Jedenaście tomów zostało wypuszczonych w imprincie Gagaga Bunko. Adaptacja w formie mangi pod tytułem Shimoneta to Iu Gainen ga Sonzai Shinai Taikutsu na Sekai: Man**-hen (jap. 下ネタという概念が存在しない退屈な世界 マン●篇) z ilustracjami Yuzuki N' była wydawana w magazynie „Gekkan Comic Blade” od marca 2014 do lutego 2016. Telewizyjny serial anime produkcji J.C.Staff ukazywał się od lipca do września 2015 roku. 
Samo słowo Shimoneta (jap. 下ネタ 下ネタ) jest japońskim określeniem na wulgaryzm, sprośny żart lub podtekst erotyczny.

## Fabuła
W dystopijnej przyszłości roku 2030 rząd Japonii rozprawia się z wszelkimi przejawami niemoralnej aktywności, od wulgarnego słownictwa do sprzedaży pism erotycznych. Dochodzi do tego, że każdy obywatel musi nosić przy sobie urządzenie sprawdzające jego słownictwo oraz zachowanie i automatycznie informujące władze o jakichkolwiek nieprawidłowościach. Uczeń liceum Tanukichi Okuma, podążając za swoją dziecięcą miłością Anną Nishikinomiyą, zapisuje się do elitarnej pod względem moralnym szkoły, gdzie jest ona przewodniczącą samorządu uczniowskiego. W drodze na zajęcia natyka się na eroterrorystkę niebieski śnieg (niebieską Tundrę w niektórych tłumaczeniach), która go porywa i zmusza do dołączenia do jej terrorystycznej organizacji o nazwie SOX, by rozprowadzał wraz z nią materiały pornograficzne jako formę sprzeciwu wobec rządowych restrykcji. 

## Bohaterowie
Tanukichi Okuma (jap. 奥間 狸吉 Okuma Tanukichi)
Seiyū: Yūsuke Kobayashi (japoński), Josh Grelle (angielski)
Tanukichi jest synem niesławnego erotycznego terrorysty Zenjuro, który został aresztowany przez służby moralnego porządku po tym, jak próbował roznosić prezerwatywy przed gmachem japońskiego Zgromadzenia Narodowego. Ukończył szkołę z najniższym możliwym wynikiem w zakresie moralności według swoich kolegów. Zawsze jest rozdarty między ukrywaniem alter ego Ayame i oddaniem jej władzy, by zyskać uznanie w oczach Anny.
Ayame Kajou (jap. 華城 綾女 Kajō Ayame, /) Blue Snow (jap. 雪原の青 Setsugen no Ao; lit. "Niebieski śnieg")
Seiyū: Shizuka Ishigami (japoński), Jamie Marchi (angielski)
Wiceprzewodnicząca samorządu uczniowskiego i córka byłego posła, który próbował zablokować obecne przepisy dotyczące moralności. W sekrecie walczy jako eroterrorystka niebieski śnieg nosząc majtki na swojej twarzy i rozprowadzając pornografię przy wykrzykiwaniu sprośnych żartów. Po porwaniu Tanukichiego zdecydowała się utworzyć grupę SOX oraz znacznie rozszerzyć działalność. Jej ojciec dał jej kod, który wpisany do telefonu może na 3 minuty wyłączyć urządzenia sprawdzające i pozwalać jej mówić bez ograniczeń.
Anna Nishikinomiya (jap. アンナ・錦ノ宮)
Seiyū: Miyu Matsuki (japoński), Monica Rial (angielski)
Przewodnicząca samorządu uczniowskiego i obiekt westchnień Tanukichiego z dziecięcych lat, kazała mu pochwycić niebieski śnieg zanim zagrozi ona moralności w szkole. Po tym, jak Tanukichi niespodziewanie ją pocałował, rozwinęło się w niej wręcz obsesyjne uczucie do niego. Nie wiedząc, jak powinna je okazać, wpadła niemal w szaleństwo. Posiada niezwykłą, niemal nieludzką siłę i zręczność, co widać szczególnie, gdy jest wyprowadzona z równowagi.
Otome Saotome (jap. 早乙女 乙女 Saotome Otome)
Seiyū: Satomi Arai (japoński), Brittney Karbowski (angielski)
Genialna artystka, której prace zdobyły liczne nagrody oraz była prezentowane poza szkołą. Mimo sławy jest nią znudzona i szuka czegoś nowego. Po nieumyślnym odkryciu przebierania się Tanukichiego w kostium niebieskiego śniegu zaszantażowała go, by został na pewien czas jej „zwierzątkiem”. Później dołączyła do SOX, by nauczyć się lepiej rysować erotykę. By oszukać system PM, który mógłby wykryć ruchy jej rąk, nauczyła się rysować wyłącznie ustami.
Hyouka Fuwa (jap. 不破 氷菓 Fuwa Hyōka)
Seiyū: Saori Gotō (japoński), Mikaela Krantz (angielski)
Początkująca naukowiec i koleżanka z klasy Tanukichiego mająca obsesję nad rozwiązaniem tajemnicy, w jaki sposób tak naprawdę powstają dzieci. Posunęła się nawet do odwiedzania po kryjomu klinik ginekologicznych i szpitali, zanim zostało jej to zabronione. Zbiera owady i śledzi ich zachowania rozrodcze. Ma świetny zmysł obserwacji. Mimo tego, że oficjalnie nie należy do SOX, od czasu do czasu pomaga im, gdyż zna nazwiska części jego członków.
Raiki Gouriki (jap. 轟力 雷樹 Gōriki Raiki)
Seiyū: Kenta Miyake (japoński), David Wald (angielski)
Skarbnik samorządu studenckiego o posturze i zachowaniu kojarzącym się z gorylem, choć nienawidzi bananów. Ze względu na to często jest obiektem docinków. Początkowo nie ufał Tanukichiemu wiedząc, iż jest on synem Zenjuro, ale z czasem nabrał do niego szacunku i pomagał mu, gdy ten leżał w szpitalu po wypadku przy ratowaniu Anny od ścigających ją stalkerów.
Kosuri Onigashira (jap. 鬼頭 鼓修理 Onigashira Kosuri)
Seiyū: Yui Horie (japoński), Lara Woodhull (angielski)
Córka Keisuke i wielka fanka SOX, nosi ze sobą wiele rodzajów broni (takich jak wiatrówki czy tasery). Z czytanych mang nauczyła się taktyk manipulacji, które stosuje na ludziach. Ayame zgodziła się ją przyjąć do SOX, ponieważ jej fryzura przypomina nieco główkę penisa.
Matsukage Nishikinomiya (jap. 錦ノ宮 祠影 Nishikinomiya Matsukage)
Seiyū: Hajime Iijima (japoński), Ben Bryant (angielski)
Ojciec Anny i członek japońskiego Zgromadzenia Narodowego, jeden z autorów bardzo surowych przepisów, które miały stworzyć w Japonii „wysoko moralne społeczeństwo”. W rzeczywistości jest to tylko przykrywka do pełnego kontrolowania całego państwa.
Sophia Nishikinomiya (jap. ソフィア・錦ノ宮 Sofia Nishikinomiya)
Seiyū: Sayaka Ōhara (japoński), Lydia Mackay (angielski)
Matka Anny, stoi za projektem jeszcze silniejszego rozszerzenia restrykcji w stosunku do już wprowadzonych, by stworzyć idealny świat, w którym jej córka nie będzie już niczym zagrożona.
Oboro Tsukimigusa (jap. 月見草 朧 Tsukimigusa Oboro)
Seiyū: Sumire Uesaka 
Szkolny prefekt wyszkolony przez Matsukage do utrzymamywania moralnego porządku, szczególnie do ochrony Anny przez jakimkolwiek występkiem. Ma zakodowane w głowie „pięć powinności”, których musi przestrzegać, z zastrzeżeniem, że nie może samodzielnie przeszkodzić woli Anny. Jest bardzo podatny na sugestie i łatwo go zmusić, by zmienił zdanie.
Keisuke Onigashira (jap. 鬼頭 慶介 Onigashira Keisuke)
Ojciec Kosuri, eroterrorysta paktujący z rządem, czym doprowadza inne grupy oraz własną córkę do wściekłości.
Takuma Ichinose (jap. 一ノ瀬 琢磨 Ichinose Takuma, /) White Peak (jap. 頂の白 Itadaki no Shiro; lit. "Biały na górze")
Seiyū: Ken Narita (japoński), Anthony Bowling (angielski)
Eroterrorysta, który owinął się majtkami i ma na ich punkcie obsesję. Wyjątkowy zboczeniec prowadzący grupę Gathered Fabric, by kraść wszelkiego rodzaju bieliznę w całym kraju. Starł się z grupą SOX, gdyż Ayame wierzyła, że zniszczy on ich reputację poprzez akty terroru (jak porwania autobusów) jednocześnie ogłaszając, że jego grupa wspiera SOX.
Base Black (jap. 手の黒 Tehen no Kuro; lit. "Czarna ręka")
Seiyū: Sho Hayami (japoński), Christopher Sabat (angielski)
Eroterrorysta pojawiający się w ostatnim odcinku anime. Osobiście znał i współpracował z Zenjuro i planował otworzyć sekretny skarbiec z erotycznymi skarbami artefaktem, który trafił do Tanukichiego. Udało mu się zgromadzić większość osób z serii w opuszczonym ośrodku i wyzwać ich na pojedynek, którego stawką był właśnie ten artefakt.
Binkan (jap. びんかんちゃん Binkan-chan)
Seiyū: Yui Ogura 
Postać występująca wyłącznie w anime. Binkan jest zwykłą dziewczyną, która często pojawia się w miejscach, gdzie SOX przeprowadza swoje akcje i przygląda się ich efektom. Przez większość czasu jest niemalże niezauważona, dopiero w ostatnim odcinku okazuje się, że jest prefektem trenującym pod okiem Oboro. Jej imię nigdy nie zostało ujawnione, a jej pseudonim można luźno prztłumaczyć jako mała wrażliwa dziewczynka.
Nadeshiko Kajou (jap. 華城 撫子 Kajō Nadeshiko)
Macocha Ayame, w sekrecie sprzeciwia się nowemu porządkowi, szczególnie zakazowi wspólnych kąpieli. Prowadzi tradycyjną japońską gospodę z gorącymi źródłami, nauczyła Ayame jak być wzorową japońską dorastającą kobietą.
Ranko Okuma (jap. 奥間 爛子 Okuma Ranko)
Matka Tanukichiego, ma pseudonim Fullmetal Ogress ze względu na swój wygląd i szorstki sposób bycia. Jest zagorzałą zwolenniczką nowego ładu moralnego i przyjaciółką Sophii. Nauczyła syna, jak powinien walczyć i się bronić.
Annie Brown (jap. アニー・ブラウン Anī Buraun)
Amerykańska ekspertka w dziedzinie technologii, wynajęta przez japoński rząd do promowania technologii PM. Ze względu na jej bardzo słabą znajomość japońskiego bardzo często system wykrywa jje słowa jako coś niestosownego. Później podkochuje się w Tanukichim.
Yutori Nuregoromo (jap. 濡衣 ゆとり Nuregoromo Yutori)
Stary przyjaciel Tanukichiego z dzieciństwa, pochodzi z rolniczej rodziny.
Love Machine (jap. 羅武マシーン Rabu Mashīn)
Założyciel i twórca eroterrorystycznej organizacji Bacon Lettuce Moms.

## Light novel
Pierwsza powieść została wydana 18 lipca 2012 roku przez wydawnictwo Shogakukan w ich imprincie Gagaga Bunko. Ukazało się łącznie 11 tomów oraz jeden ekstra. 
| Nr | Data wydania      | ISBN                   |
| -- | ----------------- | ---------------------- |
| 1  | 18 lipca 2012     | ISBN 978-4-09-451352-3 |
| 2  | 20 listopada 2012 | ISBN 978-4-09-451376-9 |
| 3  | 18 kwietnia 2013  | ISBN 978-4-09-451407-0 |
| 4  | 20 sierpnia 2013  | ISBN 978-4-09-451432-2 |
| 5  | 17 stycznia 2014  | ISBN 978-4-09-451463-6 |
| 6  | 20 maja 2014      | ISBN 978-4-09-451485-8 |
| 7  | 18 września 2014  | ISBN 978-4-09-451511-4 |
| 8  | 18 lutego 2015    | ISBN 978-4-09-451536-7 |
| 9  | 18 czerwca 2015   | ISBN 978-4-09-451555-8 |
| 10 | 18 września 2015  | ISBN 978-4-09-451555-8 |
| 11 | 18 lutego 2016    | ISBN 978-4-09-451594-7 |
| EX | 20 lipca 2016     | ISBN 978-4-09-451620-3 |

## Manga
Adaptacja mangi autorstwa Yuzuki N' pod tytułem Shimoneta to Iu Gainen ga Sonzai Shinai Taikutsu na Sekai: Man**-hen (jap. 下ネタという概念が存在しない退屈な世界 マン●篇) była wydawana w magazynie „Gekkan Comic Blade” wydawnictwa Mag Garden od 28 marca 2014 do 5 lutego 2016.
| Nr | Data wydania     | ISBN                   |
| -- | ---------------- | ---------------------- |
| 1  | 18 lutego 2015   | ISBN 978-4-80-000413-0 |
| 2  | 18 czerwca 2015  | ISBN 978-4-80-000471-0 |
| 3  | 10 sierpnia 2015 | ISBN 978-4-80-000486-4 |
| 4  | 9 kwietnia 2016  | ISBN 978-4-80-000564-9 |

## Anime
Telewizyjny serial anime został zapowiedziany w Gagaga Bunko w październiku 2014 roku. Serię wyprodukował J.C.Staff w reżyserii Youhei Suzukiego przy scenariuszu Masahiro Yokotaniego, projekcie postaci Masahiro Fujii oraz muzyce skomponowanej przez Akiyuki Tateyamę. Była emitowana w AT-X, Tokyo MX, KBS, CTC i innych kanałach od 4 lipca do 19 września 2015 roku. SOX wykonał czołówkę pod tytułem „B Chiku Sentai SOX”, a Sumire Uesaka zaśpiewała utwór końcowy zatytułowany „Inner Urge”.
Licencję na serial w krajach Ameryki Północnej posiada Funimation. W Australii i Nowej Zelandii licencję posiada Madman Entertainment, który emitował serię w AnimeLab. 